# 大神安麻呂
大神 安麻呂（おおみわ の やすまろ）は、飛鳥時代から奈良時代にかけての貴族。氏は大三輪とも記される。三輪文屋の孫で、三輪利金の子とする系図がある。官位は従四位上・兵部卿。

## 経歴
持統天皇3年（689年）竹田王・藤原史らと共に判事に任ぜられる（この時の冠位は務大肆）。
大宝律令の制定を通じて正五位下に叙せられたのち、慶雲3年（706年）の兄・高市麻呂の卒去を受けて、翌慶雲4年（707年）安麻呂が大神氏の氏長となる。
元明朝にて、摂津大夫・兵部卿を歴任し、この間の和銅2年（709年）従四位下に叙せられている。和銅7年（714年）新年の叙位でに従四位上に昇叙されるが、同月27日卒去。最終官位は兵部卿従四位上。

## 官歴
『六国史』による。
- 時期不詳：務大肆
- 持統天皇3年（689年） 2月26日：判事
- 時期不詳：正五位下
- 慶雲4年（707年） 9月12日：氏長
- 時期不詳：正五位上
- 和銅元年（708年） 9月4日：摂津大夫
- 和銅2年（709年） 正月9日：従四位下
- 和銅7年（714年） 正月5日：従四位上。正月27日：卒去（兵部卿従四位上）

## 系譜
- 父：三輪利金[2]
- 母：高市安人の娘
- 生母不明の子女
  - 男子：大神通守[2]
  - 男子：大神奥守[2]